# Black Paradox
Black Paradox (ブラックパラドクス, Burakku Paradokusu) est un recueil de seinen mangas de Junji Itō, prépubliés dans un numéro spécial du magazine Big Comic Spirits puis publié par Shōgakukan en un volume relié sorti en mars 2009. La version française a été éditée par Tonkam dans la collection « Frissons » en un tome sorti en octobre 2012.

## Sommaire
Quatre personnes aux tendances suicidaires se rencontrent sur un site Internet, www.black-paradox.com. Il y a Marceau, une fille qui a peur de son avenir, Taburo, un homme qui voit son double maléfique dans la vie courante et se croit condamné, Peter, un étudiant dans une université technologique qui a créé un robot à son image et qu’il considère meilleur que lui sur bien des points, et Barati, une femme dont le reflet dans le miroir la pousse à mettre fin à ses jours. Ils décident de se retrouver tous les quatre pour en finir, mais sur le trajet, ils croisent leurs doubles dans la même voiture qu’eux...
Black Paradox (ブラックパラドクス, Burakku Paradokusu)
La Femme langue
Le Pavillon étrange

## Publication
| no | Japonais       | Japonais          | Français        | Français          |
| no | Date de sortie | ISBN              | Date de sortie  | ISBN              |
| -- | -------------- | ----------------- | --------------- | ----------------- |
| 1  | 30 mars 2009   | 978-4-09-182532-2 | 24 octobre 2012 | 978-2-7595-0822-8 |

### Édition japonaise
Shōgakukan
1. 1 2  (ja) « Tome 1 ».

### Édition française
Tonkam
1. 1 2  (fr) « Tome 1 ».